# Rusek (województwo pomorskie)
Rusek – zniesiona nazwa osady w Polsce położona w województwie pomorskim, w powiecie starogardzkim, w gminie Bobowo.
Osada wchodziła w skład sołectwa Bobowo.
Nazwa miejscowości została zniesiona z 2022 r.
W latach 1975–1998 miejscowość administracyjnie należała do województwa gdańskiego.
Inne miejscowości o nazwie Rusek.